# برام لومانس
برام لومانس (انگلیسی: Bram Lomans؛ زادهٔ ۱۹ آوریل ۱۹۷۵) بازیکن هاکی روی چمن اهل هلند بود.